# La plus belle pour aller danser
La plus belle pour aller danser – piosenka Sylvie Vartan z francuskiego filmu fabularnego Cherchez l'idole z 1964 roku. Piosenka osiągnęła 1. miejsce we Francji i Japonii.

## Lista utworów
EP 7" / 45 tours RCA 86046 (Marzec 1964, Francja, Hiszpania, Portugalia itd.)
A1. La Plus Belle pour aller danser (2:29)
A2. Un air de fête (2:13)
B1. Dum di la (1:54)
B2. Ne l'imite pas (2:48)
Single 7" / 45 tours RCA Victor 49.067 (1970, Francja)
1. La Plus Belle pour aller danser
2. Si je chante[5]

Single 7" / 45 tours Aidoru o Sagase / Koi no Shokku RCA Victor SS-1476 (1964, Japonia)
A. Aidoru o Sagase (jap. アイドルを探せ) (La Plus Belle pour aller danser) (2:28)
B. Koi no Shokku (jap. 恋のショック) (Si je chante)
Single 7" / 45 tours Aidoru o Sagase / Watashi o Aishite RCA SS-2018 (1972, Japonia)
A. Aidoru o Sagase (jap. アイドルを探せ) (La Plus Belle pour aller danser) (2:28)
B. Watashi o Aishite (jap. 私を愛して) (Car tu t'en vas)

## Notowania
| Lista (1964)                         | Najwyższa pozycja | Przy. |
| ------------------------------------ | ----------------- | ----- |
| Belgia (Ultratop 50 Region Waloński) | 3                 | [ 4 ] |
| Francja                              | 1                 | [ 3 ] |
| Japonia                              | 1                 | [ 2 ] |
| Hiszpania (Promusicae)               | 3                 | [ 8 ] |